# Mohammad Reza Ale Ebrahim
Pour les articles homonymes, voir Ebrahim.
Mohammad Reza Ale Ebrahim est un écrivain et folkloriste iranien, né à Estahban le 24 octobre 1951.
Il a publié plus de 50 ouvrages sur la culture, la littérature et l'histoire d'Estahban, dans la province de Fars en Iran. Auteur de nouvelles, il mène de front des recherches sur la culture, et la tradition orale, de ses concitoyens estahbanis.

## Biographie
Mohammad Reza Ale Ebrahim, en persan محمدرضا آل ابراهیم (Muḥammad Riz̤ā Āl Ibrāhīm), est né dans un village du district d'Estahban le 24 octobre 1951 (le 1er âbân 1330 dans le calendrier persan) dans une famille pauvre dont il est le deuxième enfant. Il fait ses études élémentaires à Estahban et reçoit son diplôme de second degré du lycée Amir Kabir en juin 1970. Après son service militaire, il est engagé en janvier 1973 comme instituteur dans les villages autour de Fasa. En 1974, il commence des études supérieures à l'université de Tabriz mais il en est expulsé et emprisonné pendant six mois en raison de ses activités politiques. Il est ensuite réintégré à l'université Allameh Tabataba'i de Téhéran où il poursuit ses études supérieures sanctionnées en 1978 par deux diplômes de licence, l’un en sciences de l'éducation et le second en littérature persane. Il se consacre alors à l'enseignement, notamment pendant 20 ans dans les villages pauvres et parmi les nomades, jusqu'à sa retraite qui survient en 2001.

### Carrière littéraire
Mohammad Reza Ale Ebrahim commence sa carrière littéraire en 1979 en publiant une courte nouvelle de fiction titrée Thermomètre, en persan دماسنج (dmasnj), dans le magazine Ferdowsī,. Écrivain prolifique, il publie au fil des années plusieurs centaines de textes dans des journaux locaux du Fars et des magazines nationaux,. Ses domaines de prédilection couvrent de l'histoire et la culture populaire de sa région, les récits et légendes, mais aussi des courtes fictions, des essais et des critiques littéraires.
Dès ses débuts dans l'enseignement, Mohammad Reza Ale Ebrahim collecte des contes locaux, parfois en mettant ses élèves à contribution. Il en accumule au fil des années un nombre considérable dont une soixantaine sont publiés dans le Dictionnaire des Contes persans, en persan فرهنگ افسانه های مردم ایران (Farhang-e-Afsanehay-e Irani), une somme en vingt volumes éditée par Ali Ashraf Darvishian (en) et Rezâ Khandân à partir de 1998. Il publie également à partir de 1997 et sous son propre nom, ces contes de la région d'Estahban. Ceux-ci, collectés dans des zones parfois très reculées, constituent une part importante du patrimoine culturel et leur préservation comme leur diffusion suscitent un grand intérêt de la part des autorités.
Mohammad Reza Ale Ebrahim est admis dans l'Association Culturelle et d'Orientation Islamique d'Estahban en 1998. Il y conduit pendant plus de vingt ans une classe de littérature qui sert de tremplin à de nombreux étudiants du Fars. Ali Ashraf Darvishian, qui le tenait en haute estime, édite son premier livre qui sort en 2004. Il s'agit d'une biographie retraçant la vie et le martyre du journaliste Karimpur Shirazi titrée Karimpour Shirazi, sa révolte, sa vie et ses batailles, en persan شورش، زندگی و مبارزات کریم‌پور شیرازی. Mohammad Reza Ale Ebrahim écrit ensuite plusieurs biographies de personnalités locales, dont notamment en 2006 celle du poète Shams Estahbanati dont il réédite une partie de l'œuvre poétique, ou en 2008 celle d'Ardachir Ier, le fondateur de la dynastie des Sassanides originaire du Fars.
S'il écrit également de la poésie, des courtes fictions et des récits de voyage, l'essentiel de la cinquantaine de livres qu'il a publié est consacré à la culture d'Estahban dont il est l'un des plus importants porte-parole.

### Vie privée
Mohammad Reza Ale Ebrahim s'est marié en 1979 à Fatemeh Khorashadizadeh, en persan فاطمه خراشادی زاده. Il a trois filles, Nasim, Pouya et Mandana, également versées dans la littérature.